# Jakoby Gyula
Jakoby Gyula, Július Jakoby (Kassa, 1903. március 28. – Kassa, 1985. április 15.) festő.

## Pályafutása
1923-ban Krón Jenő kassai szabadiskolájában, majd 1926 és 1928 között a Magyar Képzőművészeti Főiskolán tanult, ahol mestere Réti István volt. A második év után azonban visszatért Kassára, s ettől fogva egészen haláláig itt élt és dolgozott.  1938-tól 1944-ig tagja volt a Kazinczy Társaságnak, 1945-től 1949-ig a Svojina, majd 1949-től a Csehszlovákiai Képzőművészek Szövetségének.

## Díjak, elismerések
- 1934: Kassa város díja
- 1963: Kiváló Munkáért Érdemrend
- 1968: érdemes művész

## Egyéni kiállítások

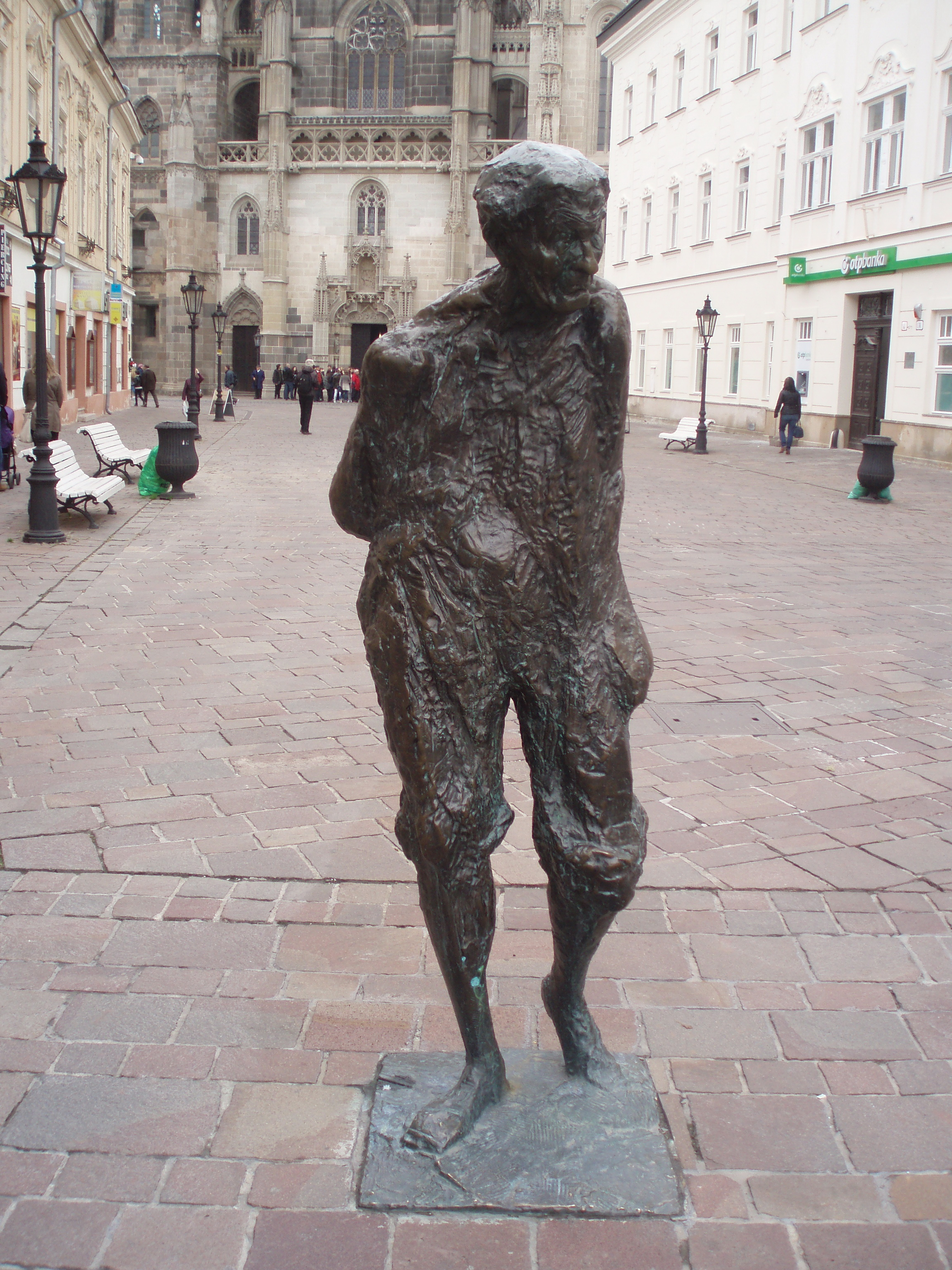
Jakoby Gyula szobra Kassán, az Erzsébet utcában (Bartusz György alkotása)

- 1929 • Jakoby Gyula, Východoslovenské m., Kassa
- 1934 • Jakoby Gyula, Fekete Sas, Eperjes
- 1935 • Jaroslav Veris- Jakoby Gyula, Východoslovenské m., Kassa (kat.)
- 1958 • Jakoby Gyula (gyűjt.), Šafárikovo nám (kat.), Pozsony • G. výtvarného umenia, Eperjes • Krajská g., Kassa
- 1959 • Jakoby Gyula (gyűjt.), Csehszlovák Kulturális Központ, Budapest (kat.)
- 1965 • Jakoby Gyula • 1958-1965, Východoslovenská g., Kassa (kat.) • G. výtvarného umenia, Eperjes • Mestská g., Pozsony
- 1970 • Jakoby Gyula • Új művek, SNG, Pozsony (kat.) • Csehszlovák-osztrák Társaság [Alexander Trizuljakkal], Bécs
- 1972 • Jakoby Gyula, Dům pánů z Kunštátu, Brünn (kat.)
- 1976 • Jakoby Gyula, G. M. A. Bazovského, Trencsén (kat.)
- 1978 • Jakoby Gyula • gyűjteményes tárlat, Východoslovenská g., Kassa (kat.) • Oravská g., Alsókubin
- 1979 • G. výtvarného umění, Cheb • Duna Menti Múzeum, Komárom (CSZ)
- 1980 • GMB, Pozsony • Krajská g., Nyitra
- 1981 • GU, Érsekújvár
- 1983 • Jakoby Gyula, Východoslovenská g., Kassa (kat.)
- 1984 • Jakoby Gyula • válogatás, Műcsarnok, Budapest (kat.)
- 1985 • Miskolc
- 1987 • Východoslovenská g., Kassa (kat.)
- 1992 • Jakoby Gyula • állandó kiállítás, G. Júliusa Jakobyho, Kassa
- 1993 • Jakoby Gyula 1903-1985, G. mesta Bratislavy, Pozsony
- 1994 • Jakoby Gyula (1903-1985), SNG, Pozsony (kat.)
- G. Júliusa Jakobyho, Kassa

## Válogatott csoportos kiállítások
- 1954 • Kelet-szlovákiai művészet 1900-1950 között, SNG, Pozsony
- 1960 • Kortárs szlovák művészet 1945-1960, Oblastná g., Gottwaldov
- 1963 • Kortárs szlovák képzőművészet, Jízdárna Pražského hradu, Prága
- 1964 • Kortárs szlovák művészet, Havanna • Krón Jenő és iskolája, Východoslovenská g., Kassa
- 1967 • A szlovákiai képzőművészet 12 évszázada, SNG, Pozsony
- Kelet-szlovákiai képzőművészek, Miskolc
- 1968 • A csehszlovák festészet 50 éve 1918-1968, Jihočeská g., Hluboká nad Vltavou
- 1969 • Kortárs irányzatok a szlovák festészetben, Dom umenia, Pozsony • Kortárs csehszlovák képzőművészet, Teherán
- 1970 • Szlovák képzőművészet 1965-1970 között, Kassa, Nyitra, Prága
- 1974 • A szlovák művészet megteremtői, Párizs
- 1975 • A szlovák festészet fejlődése 1900-tól, Helsinki
- 1978 • Kelet-szlovákiai képzőművészek, Miskolc
- 1979 • A 20. század első felének kelet-szlovákiai festészete, a CSSZSZK Kulturális és Információs Központja, Budapest
- 1982 • 19. és 20. századi kelet-szlovákiai festészet, Von der Heydt M., Wuppertal
- 1989 • 20. századi szlovák képzőművészet a prágai Nemzeti Galéria gyűjteményében, Národní g., Prága.

## Művek közgyűjteményekben
- G. Júliusa Jakobyho, Kassa
- G. M. A. Bazovského, Trencsén
- GMB, Pozsony
- G. P. M. Bohúňa, Liptószentmiklós
- G. umenia, Érsekújvár
- M. Vojtecha Löfflera, Kassa
- Magyar Nemzeti Galéria, Budapest
- Národní g., Prága
- NG, Losonc
- Oravská g., Dolný Kubín
- PGU, Zsolna
- SNG, Pozsony
- ŠG, Eperjes
- ŠG, Besztercebánya
- ŠG, Nyitra
- Východoslovenské m., Kassa
- Zemplínske m., Nagymihályi